# デニス・マン
デニス・マン（Dennis Man、1998年8月26日 - ）は、ルーマニア・アラド県ヴラディミレスク出身のサッカー選手。エールディヴィジ・PSVアイントホーフェン所属。ルーマニア代表。ポジションはMF。

## 経歴

### クラブ

#### 初期の経歴
2010年、アトレティコ・アラドのユースチームに所属していた時に、マンチェスター・シティのユースチームでノッティンガム・フォレストとの試合に出場したが、ルーマニアに帰国してUTAアラドに加入した。
2015年夏、17歳にしてトップチームに昇格し、8月29日、CSガズ・メタン・メディアシュ戦でデビューを果たした。10月25日、FCビホル・オラデア戦でプロ初ゴールを挙げた。

#### FCSB
2016年9月6日、FCステアウア・ブカレスト（現：FCSB）に非公開の移籍金で移籍した。1年契約を締結し、シーズン終了後に自動的に5年契約となるオプションが付帯していた。5000万ユーロでの契約解除条項が設定された。2016年10月2日、CSウニヴェルシタテア・クラヨーヴァ戦で前半に負傷したフロリン・タナセとの交代で途中出場し、移籍後初出場を果たした。10月30日、CSMストゥデンツェスク・ヤシ戦でステアウアとリーガ1での初ゴールを挙げた。2017年7月16日、FCヴォルンタリとの開幕戦では、後半アディショナルタイムに勝ち越しゴールを挙げた。8月2日、UEFAチャンピオンズリーグ予選のFCヴィクトリア・プルゼニ戦で欧州カップ戦初出場を果たした。10月25日、クパ・ロムニエイのCS Sănătatea Servicii Publice Cluj戦で2得点2アシストを記録し、6-1での大勝に貢献した。12月17日、前年度優勝チームであるFCヴィトルル・コンスタンツァ戦でゴールを挙げ、2-0での勝利に貢献した。
2018年1月、UEFA.comが発表した2018年注目すべき若手選手50人のリストに名前が含まれていた。2月18日、FCディナモ・ブカレスト戦でハーフタイムから途中出場し、1ゴールを挙げた。印象的なパフォーマンスを披露し、クラブとの新契約を締結し、契約解除条項は1億ユーロに設定された。
2018年7月、同胞のヤニス・ハジとともに2018年のゴールデンボーイ賞にノミネートされた。7月25日、UEFAヨーロッパリーグ予選のNKルダル・ヴェレニエ戦で欧州カップ戦での初ゴールを挙げた。

#### パルマ・カルチョ
2021年1月29日、パルマ・カルチョ1913と2025年6月30日までの契約を結んだことが発表された。

#### PSV
2025年8月12日、オランダのPSVアイントホーフェンに4年契約で完全移籍した。
ファブリツィオ・ロマーノによれば移籍金は850万ユーロ+出来高とされている。

### 代表
U-21ルーマニア代表に選出され、2017年9月1日のU-21ボスニア・ヘルツェゴビナ代表戦でデビューを果たすと、デビュー戦でゴールを挙げた。
コスミン・コントラ監督はによって、2018年3月に行われたイスラエル代表とスウェーデン代表との親善試合のA代表メンバーに招集された。スタディオヌル・イオン・オブレメンコムで行われたスウェーデン代表戦でニコラエ・スタンチュとの交代で代表デビューを果たした。
2019年6月11日、UEFA EURO 2020予選のマルタ代表でチーム4点目となるゴールを挙げた。同じ6月に、UEFA U-21欧州選手権2019に出場し、準決勝でU-21ドイツ代表に敗れるまで3試合に出場した。

## タイトル

### 個人
- リーガ1ベストイレブン : 2018-19